# Herbert Snorrason
Herbert Snorrason (* 18. Oktober 1985) ist ein investigativer Journalist aus Island. Er studierte Internationale Beziehungen in Reykjavík. Als Studienabschluss erwarb er einen Bachelor in Geschichte. Er arbeitete von Dezember 2009 an einige Monate lang für WikiLeaks.

## Tätigkeit bei WikiLeaks und Ausstieg
Snorrason war in der Whistleblower-Plattform für die Verwaltung eines internen, gesicherten Chats zuständig und rekrutierte neue Mitarbeiter für WikiLeaks. 2010 verließ er WikiLeaks nach internen Auseinandersetzungen um den Führungsstil Julian Assanges. Zusammen mit Daniel Domscheit-Berg und weiteren früheren Mitarbeitern von WikiLeaks begann er den Aufbau eines alternativen Projekts namens OpenLeaks. Er sprach sich gegen eine mögliche Auslieferung Assanges an die Vereinigten Staaten aus. Im Internet tritt Snorrason unter dem Pseudonym anarchodin auf.